# WTTW
La WTTW (canale 11) è una delle tre stazioni del servizio pubblico televisivo (PBS) dell'area di Chicago. Le altre sono la WYCC e la WYIN.
La stazione ha cominciato le trasmissioni il 5 marzo 1955. La proprietà e la gestione sono della Window to the World Communications Inc., un ente televisivo senza scopo di lucro.
La programmazione sulla WTTW è finanziata in parte dal sostegno degli spettatori e da altre organizzazioni senza scopo di lucro come la Corporation For Public Broadcasting. Essa è anche proprietaria e cura la gestione del Chicago Production Center, un centro di produzione e edizione televisiva nel settore North Park della città, e della stazione radiofonica di musica classica WFMT.
La WTTW copre anche via cavo l'utenza televisiva della vicina Rockford (Illinois), una delle poche zone degli Stati Uniti priva di una propria stazione PBS.
La sigla del network televisivo deriva dalle iniziali di Window To The World (in italiano "Finestra sul mondo") che rispecchia le intenzioni dei fondatori di questo canale televisivo.